# لا گرانجا
لا گرانجا (به اسپانیایی: Granja de Escarpe) یک منطقهٔ مسکونی در اسپانیا است که در سگریا واقع شده‌است. لا گرانجا ۳۸٫۵ کیلومتر مربع مساحت دارد ۷۸ متر بالاتر از سطح دریا واقع شده‌است.